# Panthères de Saint-Jérôme
Les Panthères de Saint-Jérome sont une équipe québécoise de hockey sur glace basée à Saint-Jérôme, dans les Laurentides. Elle fait partie de la Ligue de hockey junior du Québec (appelée Ligue de hockey junior AAA du Québec jusqu'en 2014).

## Histoire
La franchise est fondée en 1988 sous le nom des Rapidos et joue à l'époque à Saint-Antoine. L'année suivante elle est devenue les Jaguars de Louiseville avant de déménager en 1992 à Saint-Jérôme, dans l'Aréna Melancon
En 2001, l'équipe remporte la coupe du président et la coupe Fred Page, ce qui lui permet de participer au tournoi de la coupe de la Banque royale. En 2007 et 2014, les Panthères accueillent la finale de la coupe Fred Page à l'aréna Melançon.